# ハリオット・ハント
ハリオット・ハント（Harriot Kezia Hunt、1805年11月9日 – 1875年1月2日）は、アメリカ合衆国の初期の女医である。ハーバード大学での医学の履修を希望するが、拒絶された。

## 略歴
ボストンに生まれた。自然主義者の医師、モット夫妻（Richard Dixon Mott、Elizabeth Mott）のもとで医学を学び、12年間医師として活動していたが、正式な医学教育を受けることを希望して、1847年にハーバード大学に入学希望の申請をするが、大学から拒絶された。1849年にエリザベス・ブラックウェルがニューヨークのジェノヴァ医科大学で学位を受けたのを受けて1850年に再度、ハーバード大学に入学申請を行い、一旦は聴講を認められたが、講義に参加する前に学生からの女性の入学に反対する嘆願書で、大学理事会は女性の入学を禁じる決定を行った。ハーバード大学は1946年まで医学部への女性の入学を認めなかった。ハントは、医療を続け、女性の教育を受ける権利を訴えつづけた。1853年にペンシルベニア女子医科大学（Woman's Medical College of Pennsylvania:1850年創立）から名誉学位を贈られた。1856年に自伝"Glances and glimpses: or, Fifty years social, including twenty years professional life"を書いた。
1875年に没すると、黒人女性彫刻家、エドモニア・ルイスに依頼したギリシャ神話の癒しの女神、ヒュゲイアの像の下に葬られた。